# Don Ihde
Don Ihde (Hope, 14 de janeiro de 1934 - 17 de janeiro de 2024) foi um filósofo estadunidense. Foi um dos principais nomes da Filosofia da Tecnologia e da Pós-fenomenologia e na Filosofia do século XX e do século XXI. Suas principais contribuições são nos campos da Filosofia da Ciência, Filosofia da Tecnologia, Fenomenologia, Pós-fenomenologia e Hermenêutica. Em 1979 ele escreveu o que é considerado por muitos o primeiro trabalho norte-americano sobre Filosofia da Tecnologia, Technics and Praxis.

## Vida
Filho de fazendeiros, cresceu em uma comunidade rural teuto-americana. Em 1956, Ihde ingressou na Universidade de Kansas para estudar Literatura e Drama, com ênfase em retórica e teatro experimental. Ao longo de seus estudos Ihde teve aulas de filosofia, que embora fossem centradas em autores como Ayer e Frege e em temas ligados a filosofia positivista, filosofia da ciência e filosofia da linguagem, seu interesse genuíno era o existencialismo, especialmente os trabalhos de Camus, Sartre e Paul Tillich 
Em 1959 um convite para estudar no Andover Newton Theological School, um lugar onde a Filosofia continental era dominante, sobretudo as obras de Martin Buber e Karl Jaspers. Ihde estudou teologia com base em Paul Tillich. Nesta ocasião Ihde concluiu seu mestrado em filosofia com uma dissertação sobre Nicolai Berdyaev. No seu segundo ano na faculdade de teologia, Ihde foi designado pelo United Ministries para ser o capelão no Massachusetts Institute of Technology – MIT, mantendo este posto até concluir seu doutorado em filosofia pela Universidade de Boston em 1964.
Ao longo de seus estudos o interesse pela filosofia foi aumentando ao passo que o interesse pela teologia ia diminuindo. Seu foco de pesquisa, no entanto, mudou do existencialismo para a fenomenologia. Seu fundamento filosófico foi construído com base em Husserl, Heidegger e Merleau-Ponty. Sob orientação de John Lavely e Erazim Kohak ele escreveu a primeira dissertação sobre Paul Ricoeur em língua inglesa intitulada "The phenomenological methodology and philosophical antropology of Paul Ricoeur." .
Logo depois, durante a Fulbright Research Fellowship em Paris (1967 e 1968), Ihde lançou o primeiro estudo sistemático em inglês sobre o que era até então o corpus filosófico do trabalho de Paul Ricoeur. Foi o próprio Ricoeur quem prefaciou o livro, onde disse: “sou grato a Don Ihde por te me dado a coragem para prosseguir através da indicações dos vetores que apontam o desenvolvimento futuro” . Logo depois, Ihde editou e escreveu a introdução a tradução para o inglês do Conflito de Interpretações, um dos mais renomados trabalhos de Ricoeur.

### Trabalho como professor
O primeiro emprego de Ihde como professor foi na Southern Illinois University (SIU), no qual permaneceu até 1969. Durante este período Ihde se interessou pela fenomenologia do trabalho, o que acabaria resultando num interesse sobre ferramentas e tecnologia. Depois que deixou a SIU, mudou para seu segundo e último posto acadêmico, uma cadeira na State Univesity of New York at Stony Brook.
Seu início em Stony Brook, que havia recém agendado a criação de um doutorado em filosofia, forneceu a Ihde uma série de oportunidades acadêmicas e pedagógicas. Durante seu primeiro ano ampliou o currículo do Curso de Filosofia pela introdução de disciplinas de existencialismo e fenomenologia. Já no seu segundo ano, ele contribuiu com a formalização do projeto do doutorado que se tornou um programa plural com ênfase em filosofia euro-americana..
Ihde aposentou-se em junho de 2012, mas seu legado continua exercendo uma grande influência nos rumos do programa filosófico da Stony Brook. Ele não foi apenas o primeiro diretor do curso do doutorado, posição que voltaria a ocupar por diversas vezes, também lecionou por oito anos uma cadeira no curso de filosofia e por outros cinco foi decano de humanidade e artes. Ao longo dos anos, o curso de filosofia da Stony Brook mudou pouco em relação ao seu formato original e tornou-se um dos mais reconhecidos e melhores cursos norte-americanos em Filosofia continental. Antes de se retirar, Ihde foi bem sucedido em ampliar o escopo de investigação do curso na Stony Brook por meio da fundação do Technoscience Research Group. Nos Seminários do grupo era comum que visitantes de todo o mundo de várias áreas do saber procurassem a Stony Brook para debater sobre temas como a tecnociência. Tais seminários eram espaços destinados a leituras e discussões apenas de autores vivos e sempre que possível, com a presença dos mesmos.. 
Atualmente Ihde continua escrevendo, participando de encontros e ofertando seminários. Sua última participação foi em Julho de 2013 na "18th International Conference of the Society for Philosophy and Technology" em que apresentou um artigo intitulado "Technoscience and the 21st Century".
Embora tipicamente orientado por uma Filosofia continental, o corpus diversificado da filosofia de Ihde é unificad   o por uma tendência analítica. Ele sempre tem como principal diretriz que a tarefa autêntica da filosofia é a de resolver problemas e lhe interessa minimamente uma pesquisa filosófica orientada pela simples análise textual com base num autor. E apesar da grande autoridade que possui no âmbito da filosofia de Ricouer, Ihde evita o rótulo de ser um ricoueriano. Do mesmo modo, apesar de acumular uma vasta publicação sobre Heidegger ao longo de sua carreira, ele nunca buscou assumir uma posição heideggeriana.

## Obra
Embora o fascínio de Ihde com a experiência do som já possa ser percebida na leitura de Sense and significance 1973, é no seu Listening and Voice 1976 que podemos perceber muito claramente sua decisão de não devotar sua pesquisa filosófica à simples análise e comentários de textos. Neste livro, Ihde considera experiências concretas, como estar imerso e ser tocado pelo som de uma voz distinta durante uma conversa frente-a-frente, com o propósito de analisar o fenômeno da audição linguística presente e personificada em uma experiência. Enquanto Ihde é notoriamente paciente com as críticas que recebeu que o acusavam de ser muito ocularcentrista,o método de pesquisa que ele inaugurou não recebeu a atenção merecida nos círculos filosóficos. Mesmo hoje o tópico da experiência auditiva continua indevidamente negligenciada.
No tempo em que escrevia Experimental Phenomenology 1977, Ihde era capaz de aplicar seu estilo de fazer fenomenologia a uma abordagem pedagógica ativa como forma de introduzir seus alunos aos estudos de fenomenologia. Ao passo que Ihde não se exime da responsabilidade de oferecer uma síntese sucinta do cânone fenomenológico, ele rompe radicalmente com o estilo tipicamente exegético dos textos introdutórios ao correlacionar exemplos visuais concretos com o intuito de produzir exercícios para o aumento gradativo da percepção sobre o assunto. Ao participar destes exercícios, o leitor aprende como a percepção intencional é uma práxis personificada mesmo quando é estruturada hermeneuticamente. Mas adiante, através da análise da constituição de percepções multi-estáveis de desenhos ambíguos, tal como um Cubo de Necker, Ihde estabelece que a análise fenomenológica é uma forma experimental de conduta; e em alguns casos, tal análise tem mais a contribuir epistemologicamente do que uma análise científica. 

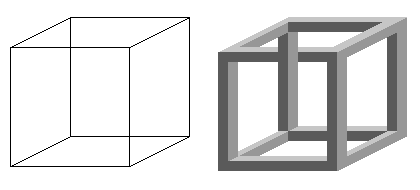
Um exemplo de percepção multi-estável. "Cubo de Necker"

Porém, antes de mais nada, Ihde provavelmente será lembrado como um dos primeiros filósofos norte-americanos a considerar a tecnologia em si mesma como sendo o centro da reflexão filosófica. Ihde publicou seu primeiro livro sobre filosofia da tecnologia, Technics and praxis em 1978.
Neste livro, escrito durante um intercâmbio em Oxford, Inglaterra, Ihde analisa a capacidade da tecnologia em transformar as percepções, particularmente quando é personificada em instrumentos científicos (microscópio, telescópio, p.ex.,) e tecnologias de imagem (TV, Computador, Raio-x, Tomógrafo, p.ex.,). Argumentando sobre o aspecto intencional e da personificação da techné, enquanto enfatiza que qualquer uso de tecnologias não é neutro (tal uso sempre transforma a experiência humana), Ihde elabora um referencial fenomenológico, o qual ele não apenas cita para descrever propósitos, mas também para distinguir e avaliar enganos ontológicos e epistemológicos que surgem a partir do fracasso em se apreciar a totalidade das experiências concretas das relações instrumentais. Neste contexto, sua análise sobre as limitações de conceitos como objetivação e reificação é bastante significativa.
Igualmente impressionante neste livro é seu apontamento sobre o por quê de os filósofos antecessores terem falhado ao entender as dimensões ontológicas das relações interativas do humano com a tecnologia; também é notável sua rejeição do modo como o existencialismo romantiza as tecnologias artesanais e também sua acusação ao determinismo tecnológico. Atualmente, o reavivamento do interesse em Hans Jonas (notadamente nos debates em biotecnologia) sugerem um crescente interesse renovado na crítica que Ihde faz à ética de Jonas num dos capítulos de Technics and praxis.
Ao passo que Ihde começa a focar mais na interação entre humanos e tecnologias, torna-se claro para ele que nosso envolvimento com tecnologias impactam dramaticamente nossa condição existencial, particularmente no modo como compreendemos nosso mundo e nossa própria espécie. Existential Technics 1983 é o resultado destas reflexões sobre a auto-interpretação humana. Hubert Dreyfus talvez seja o fenomenólogo mais comumente associado ao pioneirismo da crítica fenomenológica sobre computadores, mas os capítulos de Ihde Technology and Human Self-Coneption e Why do Humans think that they are machines mostram-se como investigações exemplares em que se destaca a importância da auto-compreensão em um ambiente tecnologicamente saturado.
Porém, o trabalho de Ihde mais difundido em filosofia da tecnologia seja Technology and the Lifeworld 1990. Trata-se de um livro que agrega uma análise multicultural do papel da técnica na vida cotidiana. Neste livro ele aponta que não existem povos conhecidos hoje, no passado ou mesmo em tempos pré-históricos que não tenham possuído e utilizado um mínimo de tecnologia, e mesmo tentar imaginar algo assim, a humanidade sem o uso de nenhuma técnica, é uma tarefa impossível. Esta ênfase sobre a incorporação da tecnologia à existência humana é filosoficamente relevante porque possibilita a Ihde estabelecer as estruturas primárias para o desenvolvimento da intencionalidade tecnológica: relações de incorporação (óculos; bengala; cadeira de rodas; marca-passo; p.ex.,); relações hermenêuticas (relógio; termômetro; GPS; tabela periódica; p.ex.,) e relações de alteridade (automóvel; Internet; geladeira; ar-condicionado; videogame; nave espacial; p. ex.,). De acordo com o autor, estas três relações existem num continuum e não há um ponto decisivo onde uma termina e outra começa.
O interesse de Ihde sobre as dimensões culturais da tecnociência é uma das chaves para diferenciar  Technics and praxis de Technology and the Lifeworld, sendo que tal dimensão foi motivada por uma viagem que ele fez a Colômbia no ano 1982 para a participação em um seminário. Nesta ocasião Ihde foi denunciado como sendo um imperialista cultural por negligenciar o aspecto de que os Estados Unidos distinguirem tecnologia de ciência apenas para obscurecer o fato de que as duas estão interligadas: ambas operam ideologicamente e materialmente como instrumentos que podem ser utilizados com o propósito de extinguir culturas indígenas. Esta experiência foi transformadora e desencadearam em Ihde uma postura que transparece em muitas de suas reflexões posteriores que enfatizavam as dimensões culturais da tecnociência.
Em Philosophy of Technology 1998 Ihde não apenas apresenta uma visão geral da filosofia da tecnologia (com base em perspectivas clássica e contemporânea), mas também oferece uma ampla reflexão sobre o tópico pós-moderno do multiculturalismo. Ele aponta em Image Technologies and Traditional Culture 1992 que as culturas tradicionais estão agora confrontando a modernidade depois de terem sido expostas às imagens seculares modernas, do mesmo modo como os antigos povos americanos e também europeus clamaram por aspectos de sua própria identidade quando foram expostos à iconografia tradicional religiosa. Tecnologias como a televisão proporcionam aos telespectadores contemporâneos oportunidades para se engajar em assuntos internacionais de maneira reflexiva. Por exemplo, cidadãos de todo o mundo, com acesso suficiente à informação, podem notar que a multiplicidade de perspectivas ofertadas pela ampla cobertura internacional da recente guerra ao terror sugere que o conflito entre Oriente e Ocidente não pode ser adequadamente explicado por meta-narrativas partidárias que ambos os lados apresentam.
Similarmente, em Instrumental Realism 1991 e em Expanding Hermeneutics 1999, Ihde desenvolve mais a posição que ele havia esboçado em seu trabalho inicial. Especificamente, Ihde oferece argumentos formais sobre uma prioridade histórica e ontológica da tecnologia sobre a ciência. Ele afirma que a filosofia da ciência, como concebida tradicionalmente, é uma empreitada incompleta porque falha em examinar criticamente o papel da tecnologia nos contextos científicos. Focando o tema fenomenológico da percepção corporal, em nível micro e macro, Ihde aponta a importância de interpretar a ciência em termos das tecnologias concretas que definem o método segundo o qual os cientistas desenvolvem sua pesquisa.
Ihde enfatiza como o uso de instrumentos tornam possíveis as observações científicas e demonstra que nosso entendimento do conhecimento científico moderno é incipiente quando é caracterizado como um processo de representação de uma realidade que supostamente existe e pode ser conhecida, sem referência à intervenção humana e aos limites da representação humana. Certos aspectos visualmente perceptíveis da realidade, podem, por outro lado, permanecer invisíveis se instrumentos científicos como tomógrafos, ultrassons e microscópios não forem utilizados. Estes instrumentos, portanto, limitam ou ampliam a forma como a realidade pode ser conhecida que posteriormente a esta interação pode ser então subsumida a conceitos.
Em Bodies in Technology 2001, Ihde dá continuidade à distinção entre corpo fenomenológico, o qual ele chama corpo um (i.e., no móvel, perceptivo e emotivo estar no mundo) e o corpo social e cultural que ele denomina corpo dois. O que é único neste livro é o aspecto de que ele apresenta sua primeira revisão crítica sobre alguns dos principais estudos sociais da ciência e da tecnologia (CTS) desenvolvidos à época. Esta prática, em que conceitos filosóficos são aplicados ao desenvolvimento da CTS, sobretudo ao conceito de simetria que seus teóricos empregam, é novamente utilizado em sua coletânea na qual foi coeditor Chasing Technoscience 2003. Nela Ihde procura utilizar recursos pós-fenomenológicos com o intuito de alcançar um novo grupo de interlocutores interdisciplinares, o que demonstra, nesta fase de sua carreira, o valor duradouro de tratar o visual como complexo, sinestésico, e sempre remetendo para a forma ativa e incorporada com a qual o mundo é percebido. 
Em seu Heidegger’s Technologies 2010 Ihde aponta que na filosofia da tecnologia euro-americana ninguém pode simplesmente evitar de analisar a obra Heidegger sobre a questão da técnica. A abordagem do autor sobre a obra de Heidegger é bastante crítica, ao ponto de ele apontar que o filósofo alemão foi superado pelo rápido avanço das diferentes tecnologias em sua época. Numa longa introdução, Ihde procura situar Heidegger num contexto histórico e depois, em seis capítulos cujo criticismo é crescente, ele demonstra como a abordagem heideggeriana sobre o tema é bastante limitada e tem pouca relevância na contemporaneidade. Sendo que os filósofos da tecnologia precisam dar uma atenção mais profunda às tecnologias emergentes porque agora elas estão muito mais inter-relacionadas com a formação da condição existencial dos seres humanos do que em qualquer outra época. 
Seu último trabalho, Experimental Phenomenology 2012, trata-se de uma segunda edição revisada de seu livro de 1977 que apresenta duas novas seções que compreendem 5 novos capítulos. Este acréscimo incorpora o desenvolvimento tardio do pensamento de Ihde relacionando o pragmatismo, a fenomenologia, a cultura material e as novas tecnologias. Em um novo prefácio Idhe reflete sobre a totalidade de sua obra, identificando o impacto da mesma em outras áreas do saber. Isso ajuda a reforçar os novos capítulos, que definem o contato entre a fenomenologia e as tecnologias do cinema, simulação, videogames, a ciência de imagem e arcos. 
Estes capítulos adicionais usam muitos exemplos concretos e exploram as maneiras pelas quais a fenomenologia experimental pode ensinar os leitores sobre suas experiências do mundo. Agora denominado de pós-fenomenologia, a abordagem experimental revela os multinstáveis e não-fundacionáveis conceitos (contrassensos) que desafiam a fenomenologia clássica devido a sua adesão à noção de essência. 
O livro pode servir também como uma maneira muito clara para pessoas não familiarizadas com a filosofia entenderem a fenomenologia e também como um movimento importante em direção à ampliação das aplicações das teorias fenomenológicas.

## Sobre Don Ihde
- Selinger, E (ed.) Postphenomenology: A Critical Companion to Ihde. Albany: State University of New York Press, 2006.
- Losee, J (ed.) A Historical Introduction to the Philosophy of Science 4th ed., Oxford: Oxford University Press, 2001.